# Skákací míček

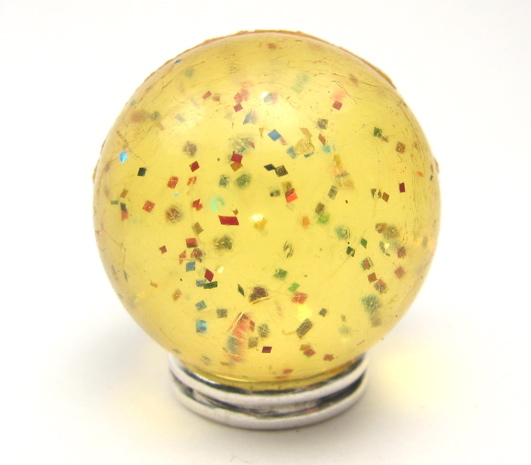
Hopík na podstavci

Skákací míček (kulička) neboli hopík je míček, který se opakovanými odskoky odráží od tělesa, proti kterému je vržen. Používají jej především děti jako hračku.
Předmět vymysleli na začátku šedesátých let 20. století dva američtí podnikatelé Richard Knerr a Arthur „Spud“ Melin. Během této dekády se po světě prodalo dvacet milionů kusů hračky.

## Složení
Míček je vyroben z umělého kaučuku (polybutadien). Při styku s tělesem neodevzdá svoji kinetickou energii danému tělesu, ale použije ji k odrazu od daného tělesa. Využívá tak 92 procent své pohybové energie.